# Busa-dong
Busa-dong (koreanska: 부사동) är en stadsdel i staden Daejeon i den centrala delen av Sydkorea, 
145 km söder om huvudstaden Seoul.  Den ligger i stadsdistriktet Jung-gu.